# Жуније
Жуније (арап. جونية) је град Либану у гувернорату Планина Либан. Према процени из 2005. у граду је живело 96 315 становника.